# تايلر ويلكيرسون
تايلر ويلكيرسون (بالإنجليزية: Tyler Wilkerson)‏ مواليد 25 يوليو 1988 في ليكسينغتون، هو لاعب كرة سلة أمريكي. بدأ مسيرته الاحترافية في سنة 2010. يحمل الرقم 32. يبلغ طوله 6 قدم 8 بوصة (2.0 م).

## المسيرة الاحترافية
لعب مع جونجو كي سي سي إجيس في موسم 2013–2014، ثم لعب مع بيراتاس دي كويبراديلاس في سنة 2015، ثم لعب مع سان ميغيل بيرمن في سنة 2016.

## روابط خارجية
- تايلر ويلكيرسون على موقع كرة السلة الأوروبية.كوم (الإنجليزية)
- تايلر ويلكيرسون على موقع كلية كرة السلة في سبورتس رفرنس.كوم (الإنجليزية)
- تايلر ويلكيرسون على موقع ريلجم (الإنجليزية)
- تايلر ويلكيرسون على موقع بروبوليرز (الإنجليزية)
- تايلر ويلكيرسون على موقع سبورتس رفرنس (الإنجليزية)
- تايلر ويلكيرسون على موقع سبورتس رفرنس (الإنجليزية)